# جيمس ماسون (لاعب غولف)
جيمس ماسون (بالإنجليزية: James Mason)‏ هو لاعب غولف أمريكي، ولد في 7 يناير 1951 في دولوث في الولايات المتحدة.

## وصلات خارجية
- جيمس ماسون على موقع رابطة لاعبي الغولف المحترفين (الإنجليزية)